# Hadım Hasan Pasha
Hadım Hasan Pasha (falecido em 1598 em Constantinopla), foi um estadista otomano. Ele foi um grão-vizir albanês do Império Otomano de 1597 a 1598. Ele também foi o governador otomano do Egipto de 1580 a 1583.